# Viktiga saker
Viktiga saker är en av tre böcker i Per Nilssons bokserie om Nils Persson. De andra böckerna är; Mellan vakna och somna och Baklängeslivet. Nils Persson dyker också upp i boken Du & Du & Du.